# Auchy-au-Bois
Auchy-au-Bois és un municipi francès situat al departament del Pas de Calais i a la regió dels Alts de França. L'any 2007 tenia 433 habitants.

## Demografia

### Població
El 2007 la població de fet d'Auchy-au-Bois era de 433 persones. Hi havia 174 famílies de les quals 42 eren unipersonals (19 homes vivint sols i 23 dones vivint soles), 57 parelles sense fills, 49 parelles amb fills i 26 famílies monoparentals amb fills.
La població ha evolucionat segons el següent gràfic:
Habitants censats

### Habitatges
El 2007 hi havia 186 habitatges, 174 eren l'habitatge principal de la família, 2 eren segones residències i 10 estaven desocupats. 182 eren cases i 3 eren apartaments. Dels 174 habitatges principals, 139 estaven ocupats pels seus propietaris, 31 estaven llogats i ocupats pels llogaters i 4 estaven cedits a títol gratuït; 5 tenien dues cambres, 15 en tenien tres, 36 en tenien quatre i 119 en tenien cinc o més. 148 habitatges disposaven pel capbaix d'una plaça de pàrquing. A 85 habitatges hi havia un automòbil i a 68 n'hi havia dos o més.

### Piràmide de població
La piràmide de població per edats i sexe el 2009 era:
| Homes | Edats   | Dones |
| ----- | ------- | ----- |
| 0     | 95 o +  | 1     |
| 2     | 90 a 94 | 3     |
| 2     | 85 a 89 | 11    |
| 2     | 80 a 84 | 6     |
| 6     | 75 a 79 | 7     |
| 10    | 70 a 74 | 12    |
| 15    | 65 a 69 | 18    |
| 12    | 60 a 64 | 13    |
| 7     | 55 a 59 | 7     |
| 17    | 50 a 54 | 17    |
| 9     | 45 a 49 | 12    |
| 11    | 40 a 44 | 13    |
| 12    | 35 a 39 | 8     |
| 16    | 30 a 34 | 19    |
| 20    | 25 a 29 | 16    |
| 9     | 20 a 24 | 9     |
| 12    | 15 a 19 | 18    |
| 11    | 10 a 14 | 8     |
| 8     | 5 a 9   | 10    |
| 15    | 0 a 4   | 11    |

## Economia
El 2007 la població en edat de treballar era de 268 persones, 180 eren actives i 88 eren inactives. De les 180 persones actives 163 estaven ocupades (90 homes i 73 dones) i 16 estaven aturades (7 homes i 9 dones). De les 88 persones inactives 34 estaven jubilades, 17 estaven estudiant i 37 estaven classificades com a «altres inactius».

### Ingressos
El 2009 a Auchy-au-Bois hi havia 186 unitats fiscals que integraven 463,5 persones, la mediana anual d'ingressos fiscals per persona era de 16.488 €.

### Activitats econòmiques
Dels 10 establiments que hi havia el 2007, 2 eren d'empreses de construcció, 4 d'empreses de comerç i reparació d'automòbils, 1 d'una empresa de transport, 2 d'empreses d'hostatgeria i restauració i 1 d'una entitat de l'administració pública.
Dels 4 establiments de servei als particulars que hi havia el 2009, 1 era un guixaire pintor, 1 electricista i 2 restaurants.
L'únic establiment comercial que hi havia el 2009 era una botiga de roba.
L'any 2000 a Auchy-au-Bois hi havia 10 explotacions agrícoles.

## Equipaments sanitaris i escolars
El 2009 hi havia una escola elemental integrada dins d'un grup escolar amb les comunes properes formant una escola dispersa.

## Poblacions més properes
El següent diagrama mostra les poblacions més properes.